# Fan Kexin
Pour les articles homonymes, voir Fan.
Fan Kexin (chinois : 范可新) est une patineuse de vitesse sur piste courte chinoise née le 19 septembre 1993 à Anda dans le Heilongjiang.

## Biographie
Elle commence le short-track en 2003 à Qitaihe. En 2008, elle est diagnostiquée anémique.
Ses modèles sont les short-trackeuses chinoises Zhou Yang et Yang Yang A. Elle est parfois surnommée « l'ombre de Wang Meng » par les médias chinois.

## Carrière

### Jeux olympiques de Sotchi
Elle remporte la médaille d'argent du 1 000 mètres aux Jeux olympiques d'hiver de 2014, à Sotchi.
En 2015, elle gagne le 500 mètres aux Championnats du monde à Moscou.

### Jeux olympiques de Pyeongchang
En 2017, elle remporte le 500 mètres aux Championnats du monde et arrive cinquième au classement général.
La Coupe du monde de short-track 2016-2017, en quatre manches, fait office de qualifications pour le patinage de vitesse sur piste courte aux Jeux olympiques de 2018.
À la première manche de la Coupe du monde, à Budapest, elle tombe en finale du 1 500 mètres à cause d'une faute de Shim Suk-hee. Elle arrive donc dernière de la finale A, ce qui la place cinquième au classement général. Au 1 000 mètres, elle arrive également cinquième en gagnant la finale B. Au 500 mètres, elle gagne la finale B devant Jamie Macdonald et arrive cinquième du classement général. 
À la deuxième manche de la Coupe du monde, en octobre 2017 à Dordrecht, elle gagne à nouveau la finale B du 500 mètres pour la cinquième place. Au relais, elle fait partie de l'équipe qui obtient la médaille d'or, avec Han Yutong, Zhou Yang et Zang Yize.
Elle est disqualifiée en demi-finales du 500 mètres à la troisième manche de la Coupe du monde, en novembre 2017 à Shanghai, après avoir fait deux faux départs. Elle finit sixième sur cette distance. Elle prend un penalty dès le premier tour du 1 000 mètres. Au relais, l'équipe constituée d'elle, de Guo Yihan, de Zhou Yang et de Han Yutong remporte la médaille d'argent.

### Jeux olympiques de 2022
Elle participe au relais mixte des épreuves de patinage de vitesse sur piste courte aux Jeux olympiques de 2022, où elle remporte l'or avec Qu Chunyu, Wu Dajing et Ren Ziwei.